# Kurt Nemetz
Kurt Nemetz (Viena, 21 de julho de 1926 — 6 de fevereiro de 2008) foi um ciclista austríaco. Competiu nos Jogos Olímpicos de Verão de 1948 em Londres, terminando em nono lugar na prova tandem (pista, 2 km). Também competiu nos Jogos Olímpicos de Helsinque 1952, fazendo parte da equipe de ciclismo austríaca que terminou na décima terceira posição na perseguição por equipes de 4 km em pista.